# Émile Hilaire Amagat
Pour les articles homonymes, voir Amagat.
Émile Hilaire Amagat, né le 2 janvier 1841 à Saint-Satur (Cher) et mort dans cette commune le 15 février 1915, est un physicien français. Il a effectué d'importants travaux en thermodynamique.

## Biographie
Émile Amagat obtient son doctorat à l'université de Paris en 1872 et est professeur à la faculté libre des sciences de Lyon. Entre 1879 et 1882, il étudie notamment le comportement de nombreux fluides à des pressions élevées (jusqu'à plusieurs milliers d'atmosphères). Pour ce faire, il développe de nombreux dispositifs de piézomètres originaux. Son originalité va jusqu'à utiliser la profondeur d'un puits de mine en cours de fonçage pour atteindre des pressions élevées de 430 atmosphères afin d'étudier les équations d'état de certains gaz. Son savoir-faire le conduit à collaborer avec le physicien Peter Tait pour le développement d'un piézomètre adapté pour mesurer la compressibilité des liquides.
En 1902, il est élu membre de l'Académie des sciences. En 1903, il est pressenti pour le prix Nobel de physique, finalement attribué à Marie Curie, Pierre Curie et Henri Becquerel. Le 15 février 1915, il meurt à Saint-Satur, dans sa maison familiale « La Chancelière ». L'Académie des sciences lui attribue le prix Jean-Reynaud pour 1915, à titre posthume.

## Travaux
Le diagramme d'Amagat représente le produit P·V d'un fluide (P : pression ; V : volume) en fonction de P à température constante.
La loi d'Amagat, analogue à la loi de Dalton, énonce que le mélange, aux pression P et température T, de plusieurs gaz parfaits, ou quasi parfaits, a un volume total égal à la somme des volumes, appelés volumes partiels, de ces gaz considérés séparément aux mêmes pression P et température T.
On a donné le nom d'amagat à une unité de densité numérique (ou de volume moléculaire).

## Galerie

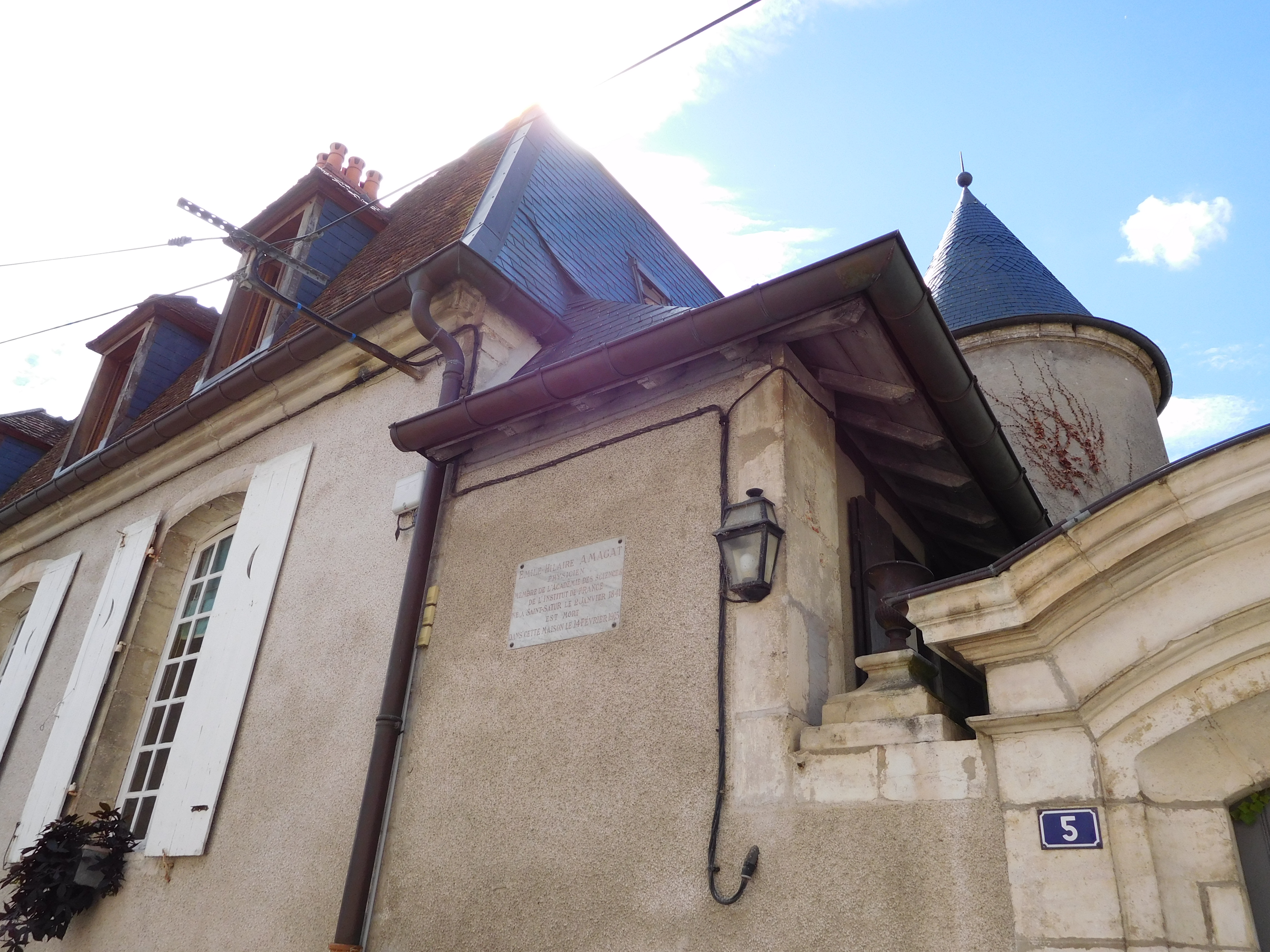
Maison familiale.
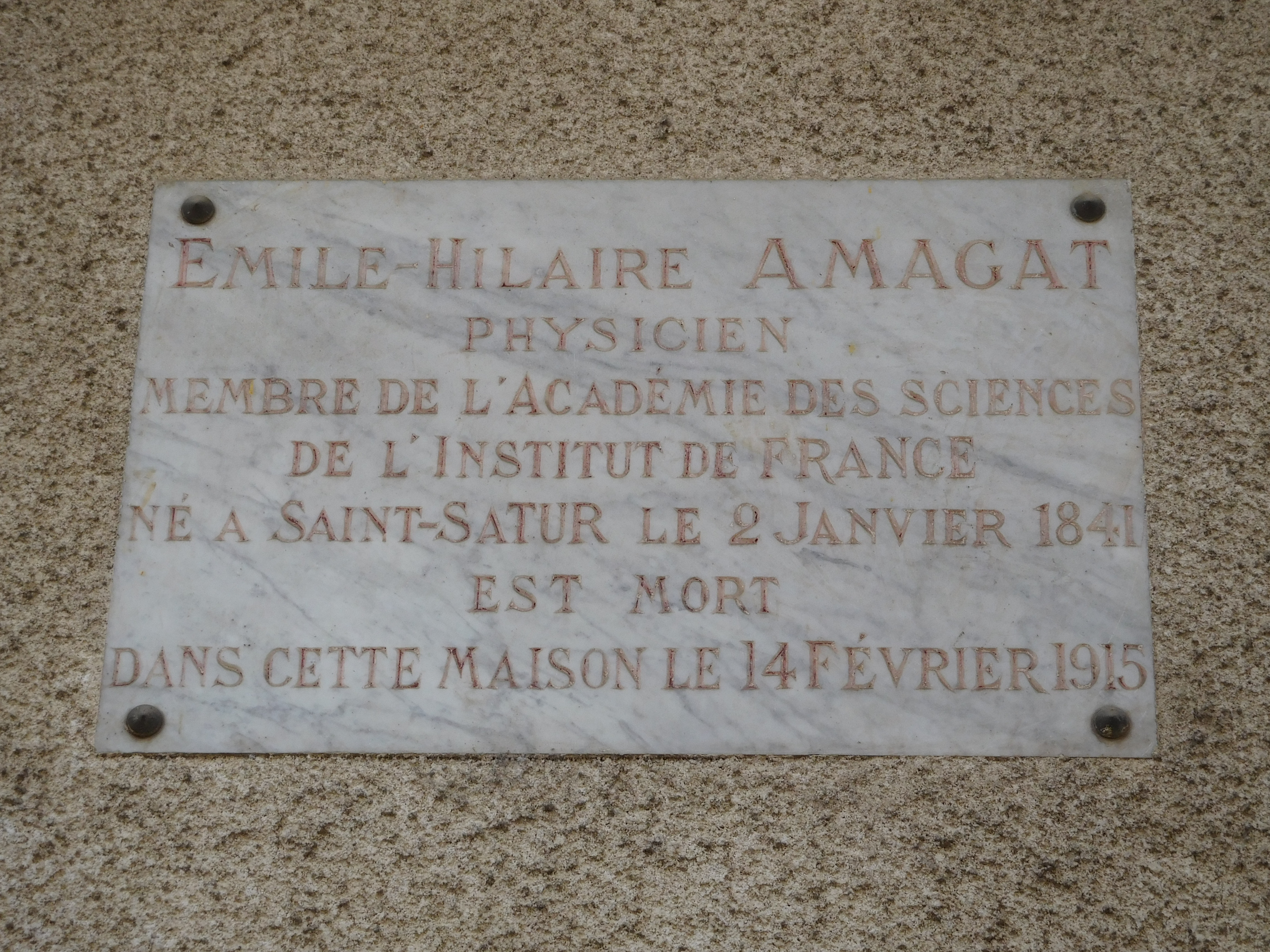
Plaque en son honneur.